# CS Universitatea Jolidon Kluż-Napoka
CS Universitatea Jolidon Cluj-Napoca; a także U Jolidon Cluj; rumuński klub piłki ręcznej kobiet powstały w 1976 z siedzibą w Klużu-Napoce. Klub występuje w rozgrywkach Liga Națională.

## Sukcesy

### krajowe
- Mistrzostwa Rumunii:
  -  2010, 2011, 2012